# Lydia Mutsch

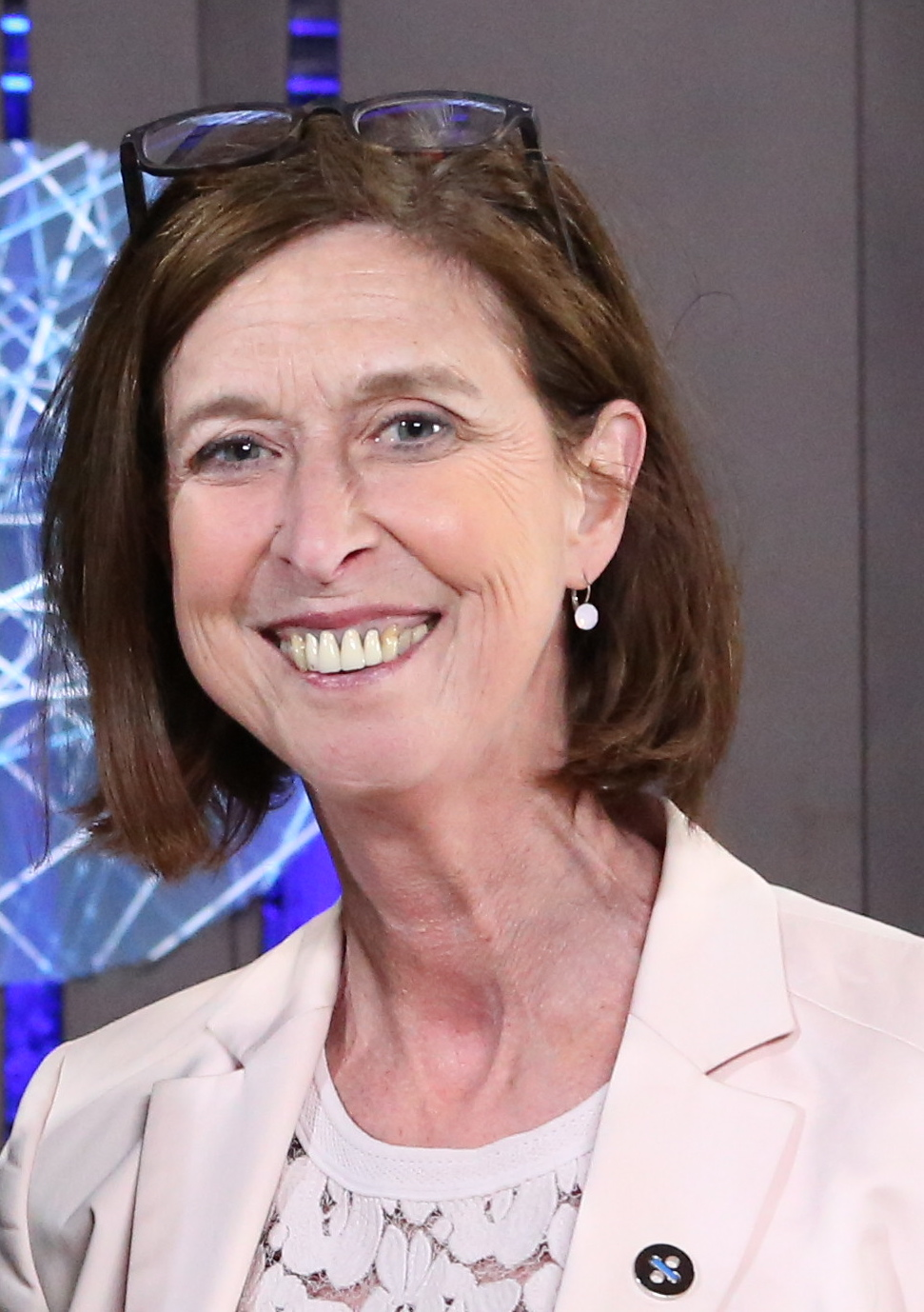
Lydia Mutsch (2017).

Lydia Mutsch (* 17. August 1961 in Düdelingen) ist eine luxemburgische Politikerin.

## Leben
Lydia Mutsch studierte an der Universität Göttingen Politologie und Sozialwissenschaften. Ihren Abschluss machte sie im Jahr 1985.
Sie ist seit 1987 Mitglied der sozialdemokratischen LSAP. Auf kommunaler Ebene wurde sie erstmals 1988 Gemeinderatsmitglied der Stadt Esch an der Alzette. Von 2000 bis 2013 war sie Bürgermeisterin der Stadt.
1989 schaffte sie es ins luxemburgische Parlament gewählt zu werden. Bei den darauf folgenden Wahlen gelang ihr jeweils der Wiedereinzug ins Parlament.
Zwischen Ende 2013 und Ende 2018 war sie Gesundheitsministerin sowie Ministerin für Chancengleichheit in der Regierung Bettel-Schneider. Seit dem 6. Dezember 2018 ist sie wieder Abgeordnete im luxemburgischen Parlament.
Am 8. Oktober 2023 wurde  Mutsch bei der Kammerwahl 2023 nicht erneut in die Abgeordnetenkammer gewählt.